# آلسنو هوس

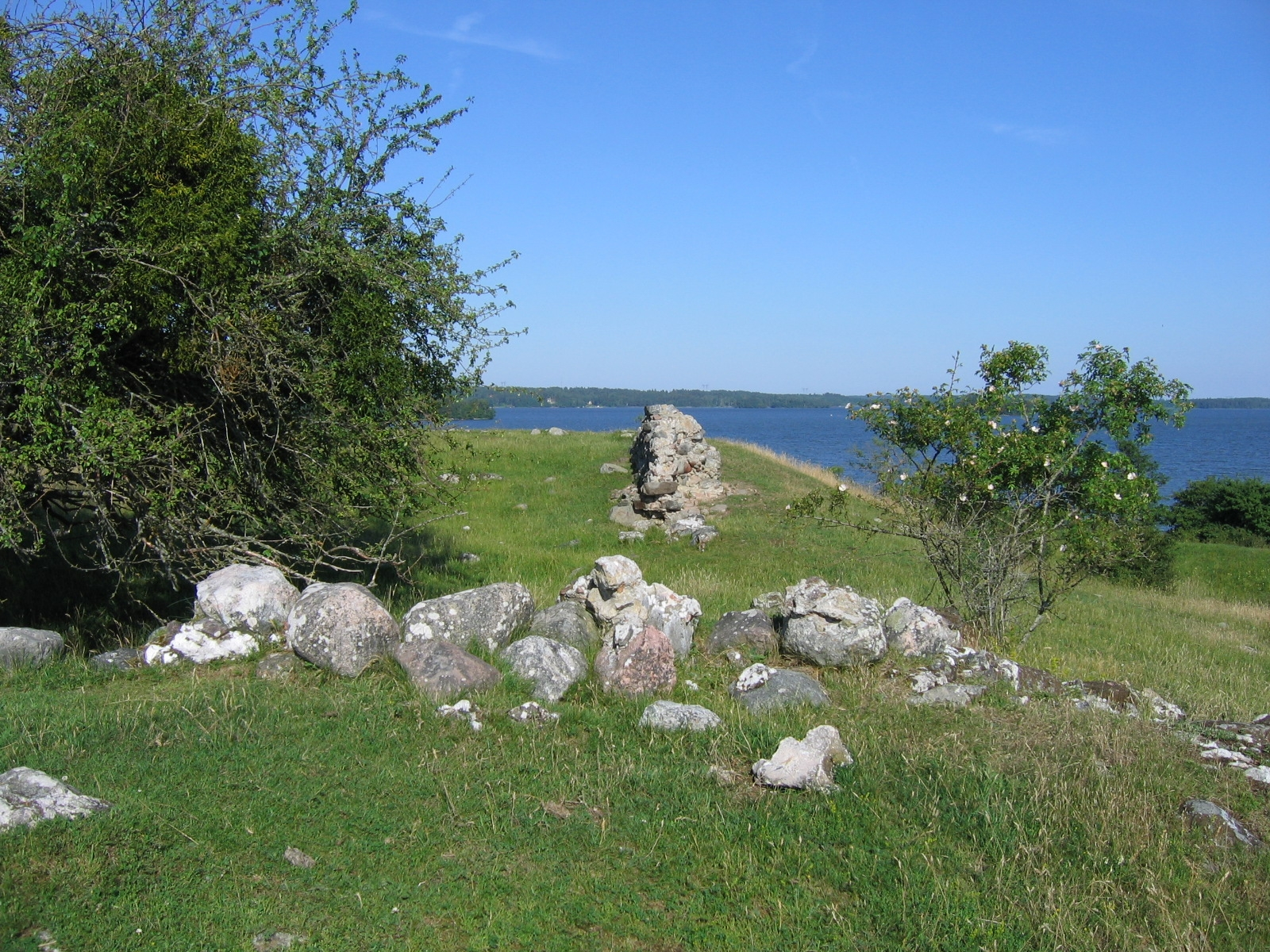
ویرانه‌های خانه آلسنو در جزیره آدلسو.

آلسنو هوس (سوئدی: Alsnö hus؛ به معنای «خانهٔ آلسنو») ویرانهٔ یک کاخ در سایت باستان‌شناسی هوگوردن، واقع‌شده در جزیره آدلسو در دریاچه ملارن در مرکز شرق سوئد است. این ویرانه‌ها بخشی از بیرکا و هوگوردن است که یک میراث جهانی یونسکو به‌شمار می‌رود.